# Gnaphalopoda lirella
Gnaphalopoda lirella är en skalbaggsart som beskrevs av Britton 1987. Gnaphalopoda lirella ingår i släktet Gnaphalopoda och familjen Melolonthidae. Inga underarter finns listade i Catalogue of Life.